# Parkweg (Nijmegen)
De Parkweg is een ruim vierhonderd meter lange straat in het centrum van de Nederlandse stad Nijmegen.

## Beschrijving
De straat telt meer dan 100 adressen. Hij begint zo'n driehonderd meter ten zuiden van de Waal, op het kruispunt met de Lange Hezelstraat, de Nieuwe Markt en het Joris Ivensplein. Vervolgens loopt de Parkweg in zuidoostelijke richting naar de Kroonstraat en de Doddendaal, waar de straat iets naar het zuiden buigt. 
Auto's kunnen niet verder over de Parkweg, zodat het verkeersluwe deel tot aan het eindpunt bij de Van Berchenstraat en Regulierstraat alleen bereikbaar is via de Parkdwarsstraat. Aan beide straateinden blokkeren paaltjes de doorgang tot dit deel, dat bestraat is met klinkers. Het noordelijk deel is geasfalteerd.
De dwarsstraten liggen aan de oostkant, aan de westkant ligt het Kronenburgerpark.

## Geschiedenis

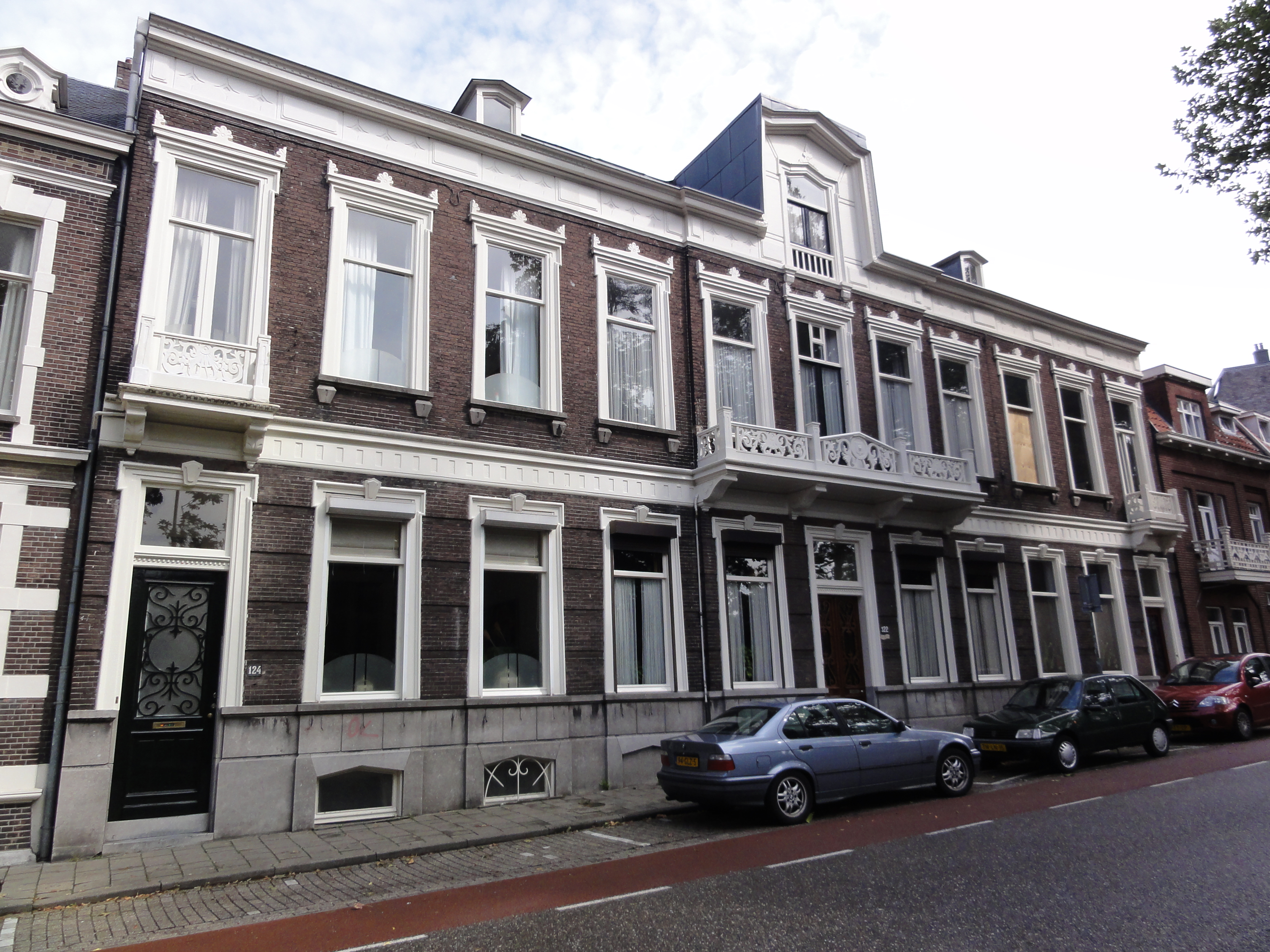
Rijksmonument aan de Parkweg

Hoewel de naam Parkweg pas dateert van 1882 (het jaar waarin ook het Kronenburgerpark werd opgeleverd), is de straat zelf al veel ouder. In 1649 werd de straat vermeld als Achter Cronenburg, in 1696 als Achter den Wal, en in 1761 als Roomsche Voet of Kronenburgschestraat. In 1900 werd de naam veranderd in Parkstraat, maar deze naamswijziging werd in 1924 weer teruggedraaid.
De oudste nog bestaande woning aan de Parkweg dateert van 1450.
Tot aan het bombardement op het Nijmeegse centrum van 22 februari 1944 kruiste de Parkweg het toenmalige Achter Valburg; nu is dit het westelijk deel van de Doddendaal.

## Monumenten
Aan de Parkweg bevindt zich nog een restant van de vroegere Nijmeegse stadsmuur, evenals een aantal gemeentelijke en rijksmonumenten die daar deel van uitmaakten, waaronder de Kruittoren of Kronenburgertoren, Het Grote Bolwerk en de Arkeltoren (Parkweg 9). Ook zijn er meerdere opvallende kunstobjecten te zien.